# Soul Sisters
Soul Sisters is een album van Amerikaanse jazzorganist Gloria Coleman met drummer Pola Roberts opgenomen in 1963 voor het Impulse! platenlabel.
In 1963 speelde Gloria Coleman regelmatig met Pola Roberts in een kwartet in Harlem. De opvallende aanwezigheid van twee vrouwelijke musici in een kleine groep gaf de titel aan het album. 

## Ontvangst
De review op Allmusic door Brandon Burke geeft het album 3 sterren met de toelichting: "One probably doesn't hear the name Gloria Coleman thrown around quite as often as other organists of the day. Similarly, the Impulse! label wasn't particularly known as a home for organ combos, but perhaps that's what makes this title the underappreciated gem that it is".  Daarbij doet de opname van Rudy van Gelder en de aanwezigheid van Grant Green meer aan het karakter van Blue Note records denken dan aan het Impulse!-label.
De jazzsite Flophousemagazine: "Green’s urgent runs blend well with Coleman’s stripped-down organ sound and a no-nonsense enthousiasm; an ethos of not-laying-it-on-too-thick that climaxes in the charged My Ladies’ Waltz, wherein the excitement is not created by playing louder but playing ever so tight."

## Tracklist
Alle composities door Gloria Coleman tenzij anders aangegeven
1. "Que Baby" – 4:05
2. "Sadie Green" – 4:30
3. "Hey Sonny Red" – 5:58
4. "Melba's Minor" – 6:26
5. "Funky Bob" (Grant Green) – 4:14
6. "My Lady's Waltz" – 6:28

Opgenomen in de Rudy Van Gelder Studio in Englewood Cliffs, New Jersey op 21 mei 1963

## Bezetting
- Gloria Coleman – orgel
- Leo Wright – alt-saxofoon
- Grant Green – gitaar
- Pola Roberts – drums